# Vikings: War of Clans
Vikings: War of Clans ist ein von Plarium entwickeltes und veröffentlichtes MMO-Strategiespiel. Es handelt sich um ein Free-to-play-Spiel, in dem Spieler jedoch bestimmte Inhalte käuflich erwerben können, Pay to win. Eine Review stufte es sogar als „pay-to-play“ ein.
Das Spiel wurde am 10. August 2015 auf Google Play und im iOS App Store veröffentlicht sowie am 10. Dezember 2015 im Amazon Appstore. Am 19. Oktober 2016 wurde die Desktop-Version des Spiels auf Facebook veröffentlicht und am 15. Januar 2017 erschien die Browser-Version auf dem offiziellen Spielportal des Unternehmens.

## Spielinhalte
Die Spieler gründen und entwickeln ihre eigenen Klans, trainieren Truppen und verbessern ihre Helden, Schamanen und Städte. Jede Verbesserung im Spiel verlangt bestimmte Ressourcen wie Holz, Eisen, Nahrung, Stein, Silber oder die Spielwährung Gold. Um diese Ressourcen zu erhalten, muss der Spieler die Ressourcengebäude der Stadt verbessern, Märsche zu Ressourcen-Standorten auf der Globalen Karte unternehmen oder die Städte anderer Spieler angreifen. Daneben muss der Spieler weitere spezielle Gegenstände wie Heldenschlüssel oder Kriegerskizzen sammeln, um ab höheren Levels Verbesserungen durchführen zu können.
Im Spiel werden die Spieler in verschiedene Spielgebiete verteilt, die sogenannten Königreiche. Durchschnittlich kann ein Königreich um die 45.000 Spieler aufnehmen. Im Juli 2017 existierten bereits mehr als 415 Königreiche.
Bei der Gestaltung des Spiels stützte sich das Entwicklerteam auf Informationen aus Artikeln und Büchern über die Geschichte der Skandinavischen Halbinsel sowie Fernsehserien und Filmen, in denen die Kriegsmärsche und das Leben der Wikinger behandelt wird. Es wurden ebenfalls weitere Quellen mit Informationen zum mittelalterlichen Skandinavien verwendet.

## Rezeption
Paul Glader, Dozent für Journalismus an der Berlin School of Creative Leadership, schrieb Folgendes über seine Erfahrungen, die er während eines Sommers als Anführer eines Klans in Vikings: War of Clans gemacht hat: „Ich habe den Sommer als Wikinger-Anführer genossen. Dabei wurde mir klar, dass viele aus dem wahren Leben stammenden Grundsätze für eine gute Führung auch für die virtuellen Welten gelten. In beiden Fällen benötigt eine gute Führung viel Zeit, Überlegung und Engagement. Und ein funktionierendes Team. Gelegentlich kann es vorkommen, dass man seine Führungsaufgaben vernachlässigt und sich gezwungen sieht, einen Plan zur Nachfolge oder eine Veränderung der Führungsstruktur durchzuführen. Dies ist möglicherweise die größte Herausforderung, der sich dein Wikingerklan stellen muss.“
Browsergames.de schrieb: „Wer kein Geld zahlen möchte, wird es früher oder später mit langen Wartezeiten beim Bau von Gebäuden oder der Einheitenausbildung zu tun bekommen. Am Anfang hält sich das Ganze noch in Grenzen, doch später werden Booster, die die Wartereien abkürzen, immer verlockender. …  Wer auf lange Zock-Sessions am Abend aus ist, ohne großartig Geld auszugeben, wird hier eher nicht glücklich.“
onechilledgamer.com kritisierte: „Das Viking-Universum fühlt sich perfekt für ein Spiel wie dieses an und tatsächlich legt Plarium mit der Grafik einen guten Anfang hin. Leider werden sie von der übermäßig aggressiven Monetarisierung des Spiels schnell enttäuscht. Es fühlt sich an wie P2P [pay to play], wobei der Fortschritt im Spiel ohne große Ausgaben sehr begrenzt ist. Das könnte schnell zu einer Geldgrube werden.“